# Х. Д. (студија случаја)
Хилда Дулитл (Пенсилванија, 10. септембар 1886 — Цирих, 27. септембар 1961) била је америчка песникиња, романописац и мемоариста, повезана са авангардном имагистичком групом песника с почетка 20. века, међу којима су били Езра Паунд и Ричард Алдингтон. Објављивала је под књижевним именом Х. Д.
Хилда је рођена у Бетлехему, Пенсилванија, 1886. године, а одрасла је у Филаделфији. Преселила се у Лондон 1911. године, где је имала централну улогу у тада насталом имагистичком покрету. Млада и харизматична, за њу се залагао модернистички песник Езра Паунд, који је имао кључну улогу у изградњи њене каријере. Од 1916. до 1917. деловала је као књижевни уредник часописа Egoist, док се њена поезија појавила у часопису English Review и Transatlantic Review. Током Првог светског рата, Х. Д. је претрпела смрт свог брата и раскид брака са песником Ричардом Алдингтоном, а ови догађаји тешко су оптеретили њену каснију поезију. Глен Хју је написао да „њена усамљеност вапи из њених песама“. Била је дубоко заинтересована за старогрчку књижевност, а њена поезија често је позајмљивала из грчке митологије и класичних песника. Њен рад је познат по томе што садржи природне призоре и предмете, који се често користе да изазову одређени осећај или расположење.
Спријатељила се са Зигмундом Фројдом током 1930-их и постала његов пацијент како би разумела и изразила своју бисексуалност, своје преостале ратне трауме, своје писање и своја духовна искуства. Х. Д. је имала низ веза и са мушкарцима и са женама. Била је несклона својој сексуалности и тако је постала икона ЛГБТ права и феминистичких покрета када су њене песме, драме, писма и есеји поново откривени током 1970-их и 1980-их.

## Зигмунд Фројд
1933. Х. Д. отпутовала је у Беч ради анализе код Зигмунда Фројда. Њега су Фреудове теорије занимале још 1909. године, када је прочитала нека његова дела на оригиналном немачком језику. Х.Д. на њу се осврнуо Брихеров психоаналитичар због њене очигледне параноје око успона Адолфа Хитлера која је указала на још један светски рат, идеје да је Х.Д. сматрао неподношљивим. 'Велики рат' (Први светски рат) оставио је њен осећај сломљеним. Изгубила је брата у акцији, док је њен супруг претрпео последице борбених искустава и веровала је да је навала рата индиректно проузроковала смрт њеног детета са Алдингтоном: веровала је да је то њен шок када је чуо вест о РМС Лузитанији то је директно проузроковало мртворођење њеног детета. Писање на зиду, њени мемоари о овој психоанализи, написани су истовремено са Трилогијом и објављени 1944; 1956. године је поново објављен са Адвентом, часописом за анализу, под насловом Трибуте то Фреуд.